# آندریا کمپلون
آندریا کمپلون (انگلیسی: Andrea Camplone؛ زادهٔ ۲۷ ژوئیهٔ ۱۹۶۶) بازیکن فوتبال اهل ایتالیا است.
از باشگاه‌هایی که در آن بازی کرده‌است می‌توان به باشگاه فوتبال آنکونا، باشگاه فوتبال پروجا، و باشگاه فوتبال دلفینو پسکارا اشاره کرد.